# Hokuriku Denryoku

Versorgungsbereich

Die Hokuriku Denryoku K.K. (japanisch 北陸電力株式会社 Hokuriku denryoku kabushiki kaisha; wörtlich: Elektrische Energie Hokuriku; kurz: 北電, Hokuden; englisch Hokuriku Electric Power Company, Incorporated) ist ein japanischer Energieversorger.
Der Versorgungsbereich umfasst die in der Region Hokuriku die Präfekturen Toyama und Ishikawa sowie den Nordteil der Präfektur Fukui mit der Stadt Tsuruga und Teile der Präfektur Gifu. Zur Vermeidung einer Verwechslung mit der Hokkaidō Denryoku wird die Hokuriku Denryoku statt Hokuden gelegentlich auch mit Rikuden (陸電) abgekürzt.

## Geschichte
Vorläufer des Unternehmens war die Toyama Dentō (富山電燈, wörtlich: „Elektrisches Licht Toyama“, englisch Toyama Electric Light Company) von 1897. Sie gehört damit zu den ältesten Elektrizitätsversorgern in Japan. Die Region ist bergig und eignet sich gut zum Bau von Wasserkraftwerken.
Kurz vor Beginn des Zweiten Weltkriegs wurden im April 1939 alle stromerzeugenden Unternehmen verstaatlicht und 1942 zu neun Staatsunternehmen zusammengefasst. Auf Betreiben von Yasuzaemon Matsunaga, dem Vorsitzenden des Rates zur Reorganisation der Stromindustrie, ließen die Alliierten Besatzungsbehörden diese neun Unternehmen zum 1. Mai 1951 privatisieren, wobei eines davon die Hokuriku Denryoku war. Diese behielten zunächst ihre regionalen Monopole und ab der ineffektiven Liberalisierung des Strommarktes 1995 regionale Quasi-Monopole.

## Stromerzeugung
Zu den eigenen Kraftwerken gehört auch der Kernkraftwerk Shika.
| Art      | Megawatt (2005) | Werke |
| -------- | --------------- | ----- |
| Hydro    | 1.816           | 115   |
| Thermal  | 4.400           | 6     |
| Nuklear  | 1.898           | 1     |
| Sonstige | 1.200           | ?     |

## Vorfälle
Im März 2007 musste die Firma zugeben, Berichte gefälscht zu haben. So wurde verschwiegen, dass 1999 das Kraftwerk Shika 15 Minuten außer Kontrolle war, da Arbeiter versehentlich Kontrollstäbe heraus- statt hineingefahren hatten.